# Кирпичне (Білогірський район)
Кирпи́чне (до 1948 року — Бурьчє́к; крим. Bürçek, рос. Кирпичное) — село в Україні, у Білогірському районі Автономної Республіки Крим. Підпорядковане Криничненській сільській раді.
Відстань від райцентру до населеного пункта становить 4 кілометрів по прямій.